# Rio Butiá
Rio Butiá är ett vattendrag i Brasilien.   Det ligger i delstaten Paraná, i den södra delen av landet, 1 200 km söder om huvudstaden Brasília.
I omgivningarna runt Rio Butiá växer i huvudsak städsegrön lövskog. Runt Rio Butiá är det mycket glesbefolkat, med 6 invånare per kvadratkilometer.